# Верхньодніпровський повіт
Верхньодніпровський повіт — історичне адміністративно-територіальне утворення Катеринославської губернії з 1805 по 1923 рік. Займав західну частину губернії на правому березі Дніпра. Центр повіту — місто Верхньодніпровськ.

## Підпорядкування
- Утворений 1805 у складі Катеринославської губернії виділенням з Катеринославського повіту;
- У березні-квітні 1918 року увійшов до складу Січової і Низової земель УНР.
- Постановою Президії Всеукраїнського Центрального Виконавчого Комітету від 7 березня 1923 року «Про адміністративно-територіальний поділ Катеринославщини» на базі повіту створено Верхньодніпровський район з центром в м. Верхньодніпровську та у складі волостей: Бородаївської, Пушкарівської, Миколаївської, Вільно-Хутірської, Ново-Григорівської і Богодарівської.

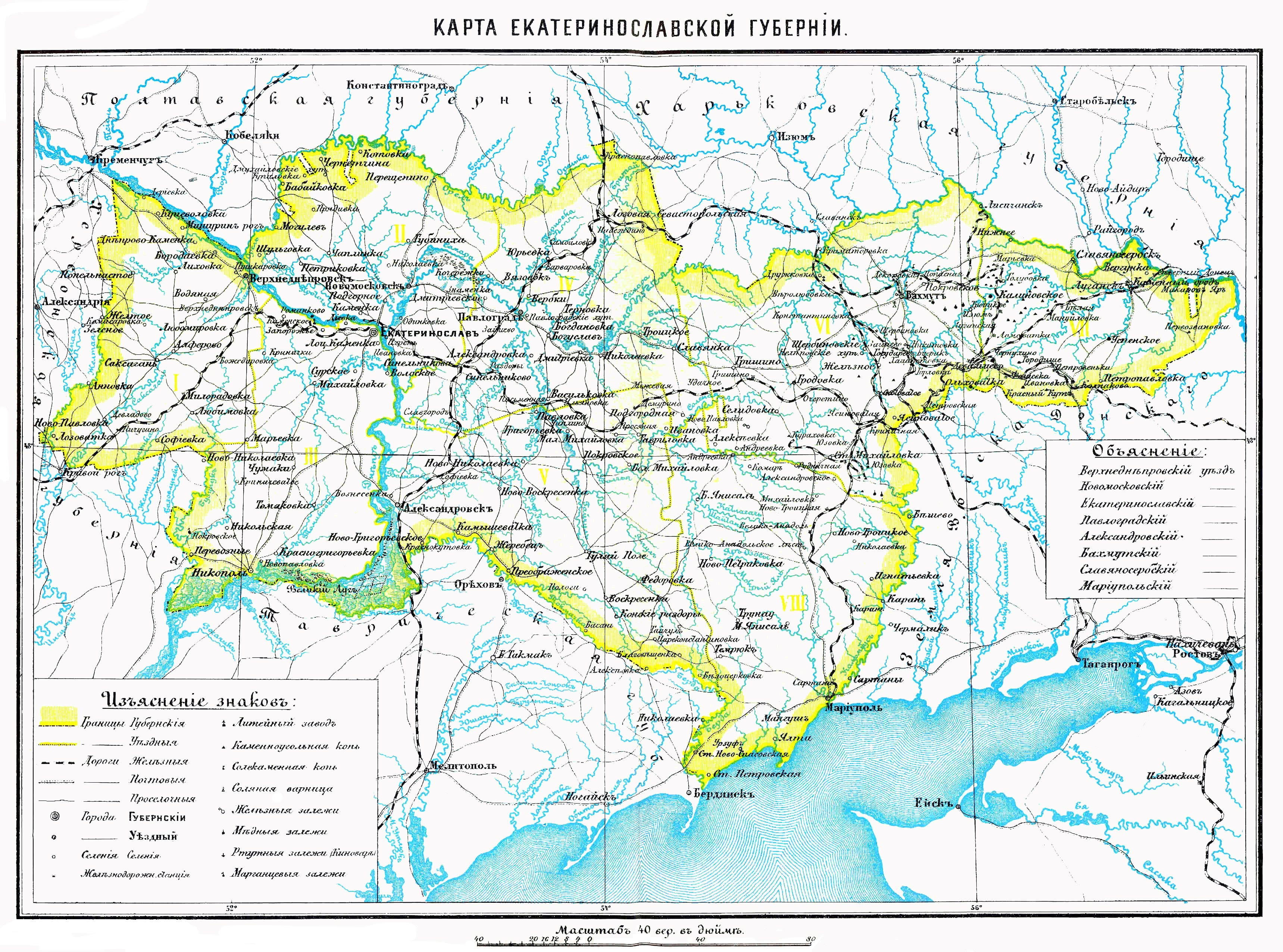
Карта Катеринославської губернії

Територія повіту увійшла також до сучасних Криничанського, П'ятихатського, Софіївського та Криворізького районів Дніпропетровської області та Олександрійського і Онуфріївського районів Кіровоградської області.

Колишня будівля повітових земських зборів

## Населення
За даними перепису 1897 року кількість мешканців становила 211 674 особи (107 729 чоловічої статі та 103 945 — жіночої).

## Церкви
- Покровська церква с. Лозуватка
- Михайлівська церква с. Веселі Терни

## Склад
Станом на 1909 рік повіт поділявся на 29 волостей:
- місто Верхньодніпровськ з Заріченською частиною, передмістями Литвинівка та Рим.
- Адамівська
- Алферівська
- Байдаківська
- Богодарівська
- Бородаївська
- Веселотернівська
- Вільно-Хутірська
- Ганнівська
- Гуляйпільська
- Жовтянська
- Зеленська
- Комісарівська
- Краснокутська
- Куцеволівська
- Лихівська
- Лозуватська
- Мар'янівська
- Миколаївська
- Мишуринрізька
- Ново-Григорівська
- Олександрівська
- Ордо-Василівська
- Попельнастівська
- Пушкарівська
- Саксаганська
- Семенівська
- Софіївська
- Троїцька
- Успінська